# João de Deus do Rego
João de Deus do Rêgo (Caxias, 22 de novembro de 1868, 30 de junho de 1902 (33 anos) foi um poeta, jornalista e prosador atuante principalmente no Pará no final do século XIX.

## Biografia
João de Deus do Rêgo nasceu em Caxias, no estado do Maranhão, em 22 de novembro de 1868. Ainda jovem, mudou-se para Belém, capital do Pará, onde desenvolveu sua carreira literária e jornalística. Faleceu prematuramente em Belém, em 30 de junho de 1902, aos 33 anos de idade. Sua morte foi lamentada na imprensa da época; a revista literária A Renascença, de São Luís, dedicou-lhe um artigo de fundo, referindo-se a ele como "o doce sabiá do norte".

## Carreira
Aos dezessete anos, João de Deus do Rêgo iniciou sua trajetória na imprensa paraense como auxiliar de repórter no Diário de Belém. Destacou-se como colaborador em diversos periódicos. No jornal A Folha do Norte, também de Belém, publicou artigos como "Os Campos Geraes da Guyana Brasileira" em 1896 e era considerado um dos principais escritores do veículo. Contribuiu ainda para a Gazeta Popular com prosas nas seções "Album" e "Para rir".
Além do jornalismo, Rêgo teve uma participação ativa na vida literária de Belém. Integrou o grupo de intelectuais que fundou a sociedade literária "Mina Literária" em 1894. Participou também da Associação Dramática e Recreativa e Beneficente em 1895 e foi um dos intelectuais convidados para compor o grupo fundador da Academia Paraense de Letras. Sua obra poética influenciou outros escritores, como Lívio Barreto, que o conheceu no Pará em 1888. No Maranhão, foi reconhecido como parte de um movimento de renovação literária ocorrido entre 1870 e 1890.

## Obras
João de Deus do Rêgo publicou poemas, contos e artigos em periódicos. Entre seus livros de poesia, destacam-se:
- Primeiras Rimas (1888, Belém)[12][13]
- Orquídeas (poesias)[12]
- Últimas Rimas (poesias, póstumo, 1908)[14]

Alguns de seus contos publicados no Diário de Belém incluem:
- "Isaura" (14 de fevereiro de 1886)
- "O sepulcro das flores" (30 de maio de 1886)
- "História de uma judia" (13 de junho de 1886)
- "A mameluca" (11 de julho de 1886)
- "Adélia" (16 de janeiro de 1887)

Postumamente, o Jornal da Tarde do Maranhão publicou seu conto "A viuva do leque branco (Conto chinez)" em 18 de dezembro de 1903.
Seus sonetos foram incluídos na antologia Sonetos Maranhenses, publicada pela Imprensa Oficial do Maranhão em 1923.

## Legado
João de Deus do Rêgo é patrono de uma cadeira na Academia Maranhense de Letras. Sua obra e trajetória são registradas em importantes obras de referência, como o Dicionário Literário Brasileiro de Raimundo de Menezes e a Grande Enciclopédia da Amazônia de Carlos Rocque. É também mencionado em estudos sobre a imprensa e a literatura do Pará e do Maranhão no século XIX.

## Ligações Externas
- «João de Deus do Rêgo (Patrono)»
- «Sonetos Maranhenses (inclui obras de João de Deus do Rego)»